# Tokyo Godfathers
Tokyo Godfathers (東京ゴッドファーザーズ Tōkyō Goddofāzāzu?) är en japansk animerad film från 2003 av regissören Satoshi Kon.
Tokyo Godfathers är Kons tredje animerade film, som han även skrev manuset till. Keiko Nobumoto, uppmärksammad för att ha skapat Wolf's Rain serien och en framstående scripta för Cowboy Bebop, var också involverad i produktion av filmen. Berättelsen har mönster efter och namnet är inspirerat av John Fords Flykt genom öknen (westernfilm från 1948), där en trio tjuvar råkar bli ansvariga för en nyfödd bebis. 
Tokyo Godfathers erhöll ett "Excellence Prize" vid 2003 Japan Media Arts Festival.

## Handling
En julafton stöter tre hemlösa människor – Gin (ギン?), en butter, alkoholiserad, medelålders luffare, Hana (ハナ?), en transkvinna och före detta drag queen och Miyuki (ミユキ?), en förrymd flicka – på ett övergivet nyfött barn när de söker bland några sopor efter Hanas julklapp till Miyuki. Bredvid bebisen finns ett meddelande, som ber upphittaren att ta väl hand om det namnlösa barnet plus en väska med ledtrådar till föräldrarnas identitet. Med hjälp av bilder på barnets föräldrar och ett klubbkort som låg i väskan, ger sig trion iväg för att leta reda på barnets föräldrar.

## Röstskådespelare
- Toru Emori: Gin
- Aya Okamoto: Miyuki
- Yoshiaki Umegaki: Hana
- Shōzō Iizuka: Oota
- Seizō Katō: Madre
- Hiroya Ishimaru: Yasuo
- Ryūji Saikachi: Gamlingen
- Yūsaku Yara: Miyukis far
- Kyōko Terase: Sachiko
- Mamiko Noto: Kiyoko, Gins dotter
- Akio Ōtsuka: Doc